# بخش بورگ‌هولم، شهرستان مایلی لاکس، مینه سوتا
بخش بورگ‌هولم (به انگلیسی: Borgholm Township) یک منطقهٔ مسکونی در ایالات متحده آمریکا است که در شهرستان میل لاک واقع شده‌است.
 بخش بورگ‌هولم ۹۰٫۶ کیلومتر مربع مساحت و ۱٬۷۱۸ نفر جمعیت دارد و ۳۳۶ متر بالاتر از سطح دریا واقع شده‌است.